# 4. državni zbor Republike Slovenije
Četrto mandatno obdobje Državnega zbora Republike Slovenije se je začelo s konstitutivno sejo, ki je bila 22. oktobra 2004 po državnozborskih volitvah 3. oktobra 2004.
Mandat zbora se je iztekel 15. oktobra 2008, ko je bil ustanovljen 5. državni zbor Republike Slovenije.

## Pregled
Na volitvah je zmagala Slovenska demokratska stranka (SDS) z 29 % glasov in  29 poslanskimi sedeži. Zmagovita stranka je oblikovala vladajočo koalicijo skupaj z 9 poslanci Nove Slovenije (NSi), Slovensko ljudsko stranko (SLS), ki je štela 7 poslancev, in Demokratično stranko upokojencev (DeSUS) s 4 poslanci. V vladajoči koaliciji je bilo skupaj 49 poslancev. Na strani opozicije pa so na začetku mandatnega obdobja bile naslednje stranke: Liberalna demokracija Slovenije (LDS), ki je z 22 % glasov zasedla drugo mesto na volitvah in je v parlamentu dobila 23 sedežev, Socialni demokrati (SD, do 2. 4. 2005 ZLSD) z 10 sedeži in Slovenska nacionalna stranka (SNS) s 6 sedeži. Opozicijo je skupaj sestavljalo 39 poslancev. 
Približno na polovici mandatnega obdobja (v začetku leta 2007) je prišlo do sprememb v sestavi. Iz poslanske skupine LDS je najprej izstopil en poslanec, kasneje jih je izstopilo še 11. Poslanska skupina LDS je imela tako 11 članov. Poslanci, ki so izstopili iz poslanske skupine LDS so se različno organizirali. Sedem poslancev je delovalo v poslanski skupini nepovezanih poslancev, kasneje - oktobra 2007 pa so ustanovili novo poslansko skupino ZARES. Štirje poslanci so prestopili v poslansko skupino SD, en poslanec pa je nadaljeval z opravljanjem poslanske funkcije kot nepovezan (samostojen) poslanec. Število poslancev v poslanski skupini SD se je tako povečano za štiri, poslanska skupina je štela 14 članov. Januarja 2008 so iz poslanske skupine SNS izstopili trije poslanci, ki so kasneje - marca 2008 ustanovili novo poslansko skupino Lipa. Poleg tega je prišlo tudi do sprememb v sestavi poslanske skupine NSi, ko je junija 2008 izstopil en poslanec in nadaljeval z opravljanjem poslanske funkcije kot nepovezan poslanec.

## Vodstvo
Predsednik Državnega zbora
- France Cukjati (22. oktober 2004-15. oktober 2008)

Podpredsedniki Državnega zbora
- mag. Vasja Klavora (22. oktober 2004-15. oktober 2008)
- Sašo Peče (22. oktober 2004-28. julij 2008[2])
- dr. Marko Pavliha (17. november 2004-27. marec 2007)

## Politične stranke
| Stranka | Stranka  | Stranka                                    | Predsednik                          | Sedeži  |
| ------- | -------- | ------------------------------------------ | ----------------------------------- | ------- |
|         | SDS      | Slovenska demokratska stranka              | Janez Janša predsednik vlade        | 29 / 90 |
|         | LDS      | Liberalna demokracija Slovenije            | Anton Rop nekdanji predsednik vlade | 23 / 90 |
|         | ZLSD     | Združena lista socialnih demokratov        | Borut Pahor evropski poslanec       | 10 / 90 |
|         | NSi      | Nova Slovenija - Krščanski demokrati       | Andrej Bajuk minister               | 9 / 90  |
|         | SLS      | Slovenska ljudska stranka                  | Janez Podobnik minister             | 7 / 90  |
|         | SNS      | Slovenska nacionalna stranka               | Zmago Jelinčič Plemeniti poslanec   | 6 / 90  |
|         | DeSUS    | Demokratična stranka upokojencev Slovenije | Karl Erjavec minister               | 4 / 90  |
|         | Manjšini | Manjšini                                   | Manjšini                            | 2 / 90  |

## Poslanci
Tekom mandata je poslanske skupine zamenjalo oz. zapustilo več poslancev:
- Anton Rop (iz LDS v SD),
- Darja Lavtižar Bebler (iz LDS v SD),
- Marko Pavliha (iz LDS v SD),
- Milan M. Cvikl (iz LDS v SD),
- Matej Lahovnik (iz LDS v ZARES),
- Pavel Gantar (iz LDS v ZARES),
- Alojz Posedel (iz LDS v ZARES),
- Davorin Terčon (iz LDS v ZARES),
- Majda Širca (iz LDS v ZARES),
- Cveta Zalokar Oražem (iz LDS v ZARES),
- Vili Trofenik (iz LDS v ZARES),
- Slavko Gaber (30. marca 2007 iz LDS; postal samostojni poslanec)[4],
- Sašo Peče (iz SNS; sprva PS nepovezanih poslancev, nato PS Lipa),
- Barbara Žgajner Tavš (iz SNS; sprva PS nepovezanih poslancev, nato PS Lipa),
- Boštjan Zagorac (iz SNS; sprva PS nepovezanih poslancev, nato PS Lipa) in
- Janez Drobnič (11. junija 2008 iz NSi; postal nepovezani poslanec)[5].

## Delo
Državni zbor je imel v tem mandatu 41 rednih sej in 40 izrednih sej. Redne seje so skupaj trajale 224 dni, izredne pa 59 dni. V tem času je Državni zbor sprejel en ustavni zakon, 148 zakonov, 319 zakonov o spremembah in dopolnitvah, 163 zakonov o ratifikaciji, 2 akta o notifikacijah,  4 avtentične razlage zakonov, 1 poslovnik, 15 nacionalnih programov, 18 resolucij, 6 deklaracij, 42 odlokov, 484 sklepov, 13 proračunov in sorodnih aktov, odredil je 4 parlamentarne preiskave in sprejel 240 uradnih prečiščenih besedil zakonov.

## Preiskovalne komisije
V mandatnem obdobju 2004-2008 so bile odrejene štiri preiskave o zadevah javnega pomena in imenovane naslednje preiskovalne komisije:
- Preiskovalna komisija za ugotovitev in oceno dejanskega stanja, ki je lahko podlaga za odločanje o politični odgovornosti nosilcev javnih funkcij v Vladi Republike Slovenije, na Ministrstvu za pravosodje in Vrhovnem državnem tožilstvu Republike Slovenije v zvezi z izvrševanjem nadzora po Zakonu o državnem tožilstvu (Uradni list RS št. 110/02 - uradno prečiščeno besedilo) za spremembo zakonodaje in za druge odločitve v skladu z ustavnimi pristojnostmi Državnega zbora;
- Preiskovalna komisija za ugotovitev politične odgovornosti nosilcev javnih funkcij v zvezi z domnevnim oškodovanjem državnega premoženja pri prodaji deležev Kapitalske družbe, d. d., in Slovenske odškodninske družbe, d. d., v gospodarskih družbah in sicer tako, da zajema preiskava vse prodaje, ki so sporne z vidika skladnosti z zakoni in drugimi predpisi ter z vidikov preglednosti in gospodarnosti;
- Preiskovalna komisija za ugotovitev politične odgovornosti nosilcev javnih funkcij, ki so sodelovali pri pripravi in izvedbi pogodbe o nakupu pehotnih bojnih oklepnih vozil - srednjih oklepnih kolesnih vozil 8x8 zaradi suma, da je posel politično dogovorjen, voden netransparentno in da je negospodaren, ter zaradi suma o prisotnosti klientelizma in korupcije, in za ugotovitev suma o neposredni ali posredni povezavi med sedanjimi in nekdanjimi akterji ter nosilci javnih funkcij z orožjem v obdobju 1991 do 1993 in
- Preiskovalna komisija za ugotovitev politične odgovornosti nosilcev javnih funkcij, ki so sodelovali pri pripravi in izvedbi nakupa lahkih oklepnih kolesnih vozil 6x6, vladnega letala, havbic 155 mm, sistema za upravljanje ognja (ACCS), letal Pilatus in obnovi tankov T55-S, financiranih v okviru temeljnih razvojnih programov obrambnih sil Republike Slovenije v letih 1994 do 2007, zaradi suma, da so bili posli politično dogovorjeni, vodeni netransparentno in da so negospodarni, ter zaradi suma o prisotnosti klientelizma in korupcije, in za ugotovitev suma o odgovornosti nosilcev javnih funkcij pri razorožitvi nekdanje Teritorialne obrambe.